# Dorika unifascia
Dorika unifascia là một loài bướm đêm trong họ Noctuidae.